# Station Saint-Germain-en-Laye - Grande-Ceinture
Station Saint-Germain-en-Laye - Grande-Ceinture is een spoorwegstation aan de Grande ceinture van Parijs. Het ligt in de Franse gemeente Saint-Germain-en-Laye in Île-de-France. Het station werd op 12 december 2004 geopend toen de Grande Ceinture weer in gebruik werd genomen. Het station is sinds 2019 wegens werkzaamheden alweer buiten gebruik, maar wordt in de zomer van 2022 opnieuw geopend. Het station ligt op kilometerpunt 18,988 van de Grande ceinture van Parijs.
De treinen van Transilien lijn L op de Grande Ceinture Ouest vertrekken van dit station naar station Noisy-le-Roi.

## Vorig en volgend station
| Richting | Vorig station | Lijn | Volgend station                             | Richting     |
| -------- | ------------- | ---- | ------------------------------------------- | ------------ |
| Eindpunt | eindpunt      | GCO  | Saint-Germain-en-Laye - Bel Air - Fourqueux | Noisy-le-Roi |